# Óscar Peñas
Óscar Peñas García (ur. 17 listopada 1974) – hiszpański judoka. Trzykrotny olimpijczyk. Zajął piąte miejsce w Atenach 2004, 21. w Pekinie 2008 i odpadł w eliminacjach w Sydney 2000. Walczył w wadze ekstralekkiej i półlekkiej.
Piąty na mistrzostwach świata w 2005, siódmy w 2001; uczestnik zawodów w 1997, 1999 i 2003. Startował w Pucharze Świata w latach 1996–2001 i 2003–2008. Zdobył sześć medali mistrzostw Europy w latach 1998 - 2004. Brązowy medalista igrzysk śródziemnomorskich w 1997. Drugi na akademickich MŚ w 1998 roku.

## Letnie Igrzyska Olimpijskie 2008
| Konkurencja | Eliminacje              | Klas. końcowa |
| Konkurencja | Przeciwnik I            | Miejsce       |
| ----------- | ----------------------- | ------------- |
| 66 kg       | Mirali Sharipov (UZB) P | 21.           |

## Letnie Igrzyska Olimpijskie 2004
| Konkurencja | Eliminacje            | Eliminacje          | Repasaże                      | Repasaże               | Repasaże          | Finały                  | Klas. końcowa |
| Konkurencja | Przeciwnik I          | Przeciwnik II       | Przeciwnik I                  | Przeciwnik II          | Przeciwnik III    | o 3 miejsce             | Miejsce       |
| ----------- | --------------------- | ------------------- | ----------------------------- | ---------------------- | ----------------- | ----------------------- | ------------- |
| 66 kg       | Melvin Méndez (PUR) Z | Jozef Krnáč (SVK) P | Abdou Alassane Dji Bo (NIG) Z | Ammar Murajdża (ALG) Z | João Pina (POR) Z | Georgi Georgiew (BGR) P | 5.            |

## Letnie Igrzyska Olimpijskie 2000
| Konkurencja | Eliminacje            | Eliminacje               | Klas. końcowa |
| Konkurencja | Przeciwnik I          | Przeciwnik II            | Miejsce       |
| ----------- | --------------------- | ------------------------ | ------------- |
| 60 kg       | John Buchanan (GBR) Z | Bazarbiek Donbaj (KAZ) P | 2 runda.      |